# Glaucium grandiflorum
Glaucium grandiflorum là một loài thực vật có hoa trong họ Anh túc. Loài này được Boiss. & A.Huet mô tả khoa học đầu tiên năm 1856.

## Hình ảnh

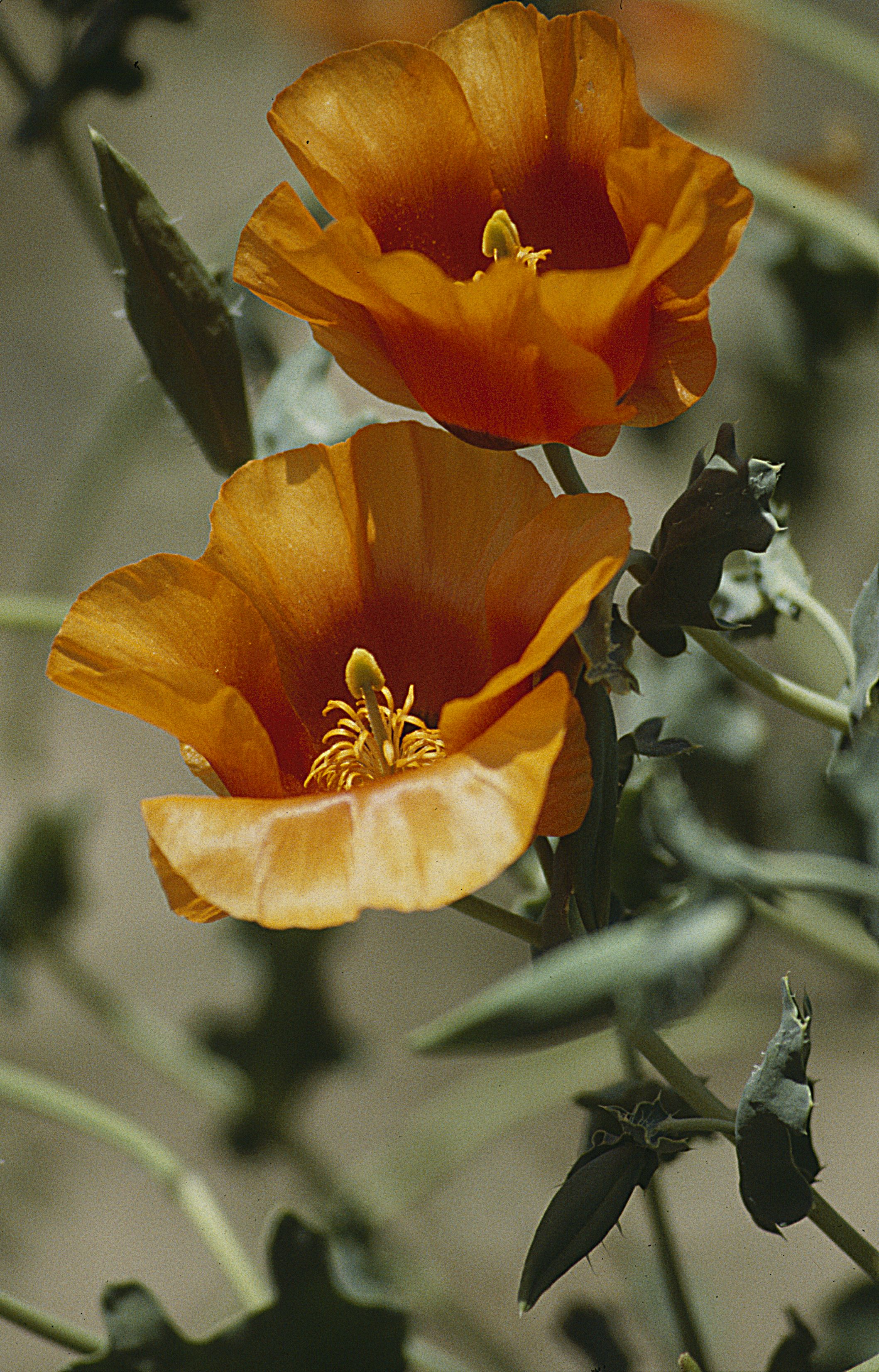